# جیمز تیسو
جیمز تیسوت (فرانسوی: James Tissot‎; ۱۵ اکتبر ۱۸۳۶ – ۸ اوت ۱۹۰۲) نقاش و تصویرگر اهل فرانسه بود. او از نقاشان موفق سبک هنری روزمره بود که زنان خوش‌لباس را در موقعیت‌  های متنوع زندگی روزانه به تصویر می‌کشید. تیسو در تصویرگری صحنه‌ها و شخصیت‌ های کتاب مقدس نیز دست داشت.

## کار

### آغاز کار
در ۱۸۵۶ یا ۱۸۵۷، تیسوت به پاریس سفر کرد تا تحصیلات خود را در هنر ادامه دهد. تیسو در حالی که با دوست مادرش، نقاش الی دلونی زندگی می‌کرد، در مدرسهٔ هنرهای زیبا به تحصیل در استودیوهای ژان-ئیپولیت فلاندرن و لویی لاموت مشغول شد. هر دو آن‌ها نقاشان موفق لیونئوس بودند که برای نحصیل زیرنظر ژان اگوست دومینیک انگر به پاریس رفتند. لاموت اکثر استودیوی تحصیلی تیسو را تأمین کرد و هنرمند جوان با کپی کردن آثار در لوور، همان‌طور که اکثر هنرمندان دیگر در طول سال‌های اول خود نیز به آن پرداخته بودند، خود را مورد مطالعه قرار داد. حدوداً در این زمان، تیسو با جیمز مک‌نیل ویسلر و نقاشان فرانسوی ادگار دگا (که همچنین دانشجوی لاموت و دوست دلاون بود) و ادوار مانه آشنا شد.
در سال ۱۸۵۹، تیسو برای اولین بار در سالن پاریس نمایش داده شد. او پنج نقاشی از صحنه‌های قرون وسطی را نشان داد، بسیاری از صحنه‌هایی از فئوست گوته را نشان می‌داد. این آثار اثری را در اثر هنری لویس (Jan August Hendrik Leys) هنرمند بلژیکی نشان می‌دهد که تیسو در همان سال در آنتورپ ملاقات کرد. تأثیرات دیگر شامل آثار نقاشان آلمانی پیتر فون کرنلیوس و موریتز رتشچ است. پس از آن که تیسو برای اولین بار در سالن نمایش داده شد و قبل از اینکه مدال اهدا شد، دولت فرانسه برای نقاشی “ نشست فاوست و مارگاریت در سال ۱۸۶۰ “ مبلغ ۵۰۰۰ فرانک را پرداخت کرد و این نقاشی در سال بعد، همراه با یک پرتره و نقاشی‌های دیگر به نمایش داده شد.

### بلوغ کاری

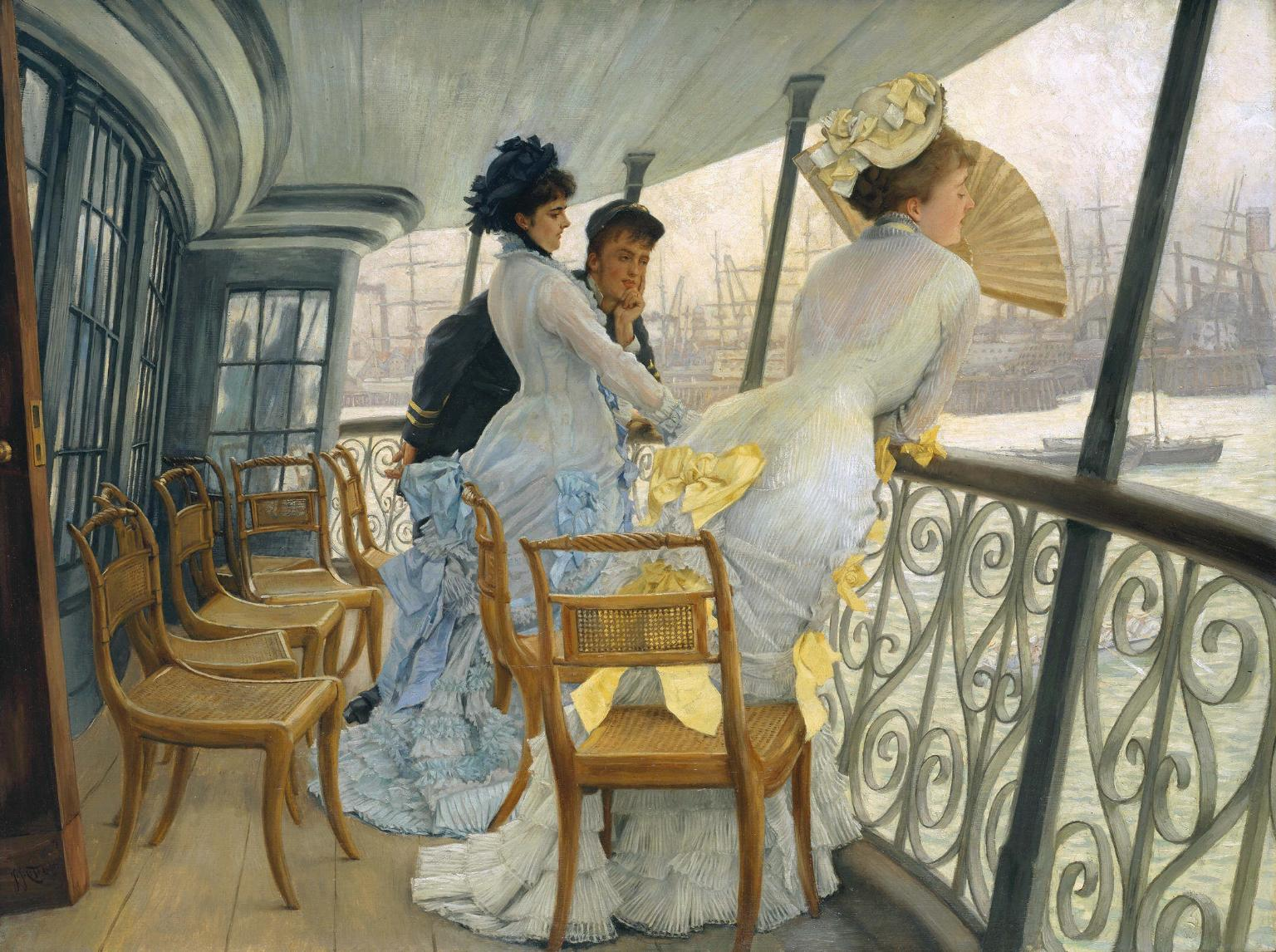
در عرشهٔ اچ‌ام‌اس نام اثری است از جیمز تیسو، نقاش امپرسیونیست فرانسوی که ۲ دختر و ۱ پسر را بر روی عرشهٔ اچ‌ام‌اس کلکته (۱۸۳۱) نشان می‌دهد. این اثر اکنون در مالکیت تیت بریتانیا قرار دارد.

امیل پریور نقاشی قدم در برف تیسوت را برای نمایشگاه بین‌المللی ۱۸۶۲ در لندن عرضه کرد. سال بعد سه اثر نقاشی توسط تیسو در گالری لندن ارنست گامبارت نمایش داده شد. در حدود سال ۱۸۶۳، تیسوت ناگهان تمرکز خود را از سبک قرون وسطایی به تصویر زندگی مدرن از طریق پرتره تغییر داد. در طی این دوره، تیسوت با تحسین منتقدان بسیار بالایی روبرو شد و به سرعت یک هنرمند موفق شد. تیسو همچون معاصران مانند آلفرد استیونس و کلود مونه نیز ژاپنسیم را مورد بررسی قرار داد، از جمله اشعار و لباس‌های ژاپنی در تصاویرش و بیان سبک نفوذ آنها.
Tissot در جنگ فرانکو-پروس به عنوان بخشی از دفاع بداه پرداز پاریس جنگید و به دو شرکت گارد ملی و بعدها به از کمون پاریس پیوست. یا به دلیل انجمن‌های رادیکال سیاسی مربوط (که اعتقاد بر آن بود که عمدتاً برای حفاظت از اموال خود به جای ایدئولوژی مشترک)، یا به دلیل فرصت‌های بهتر، پاریس را به مقصد لندن در سال ۱۸۷۱ ترک کرد. در طی این دوره، سمیر هادن به او کمک کرد تا تکنیک‌های اچینگ را یاد بگیرد. تیسو با داشتن کارکتر دلخواه برای توماس گیبسون بولز، صاحب مجله Vanity Fair و همچنین در آکادمی سلطنتی، در ارتباط با ارتباطات اجتماعی و هنری در لندن، وارد شد.
تیسو به سرعت شهرت خود را به عنوان یک نقاش لباس زنانه فاخر در صحنه‌های زندگی مدرن افزایش داد. تا سال ۱۸۷۲، تیسو یک خانه را در خیابان سنت جان هاو، منطقه ای از لندن که در آن زمان بسیار محبوب با هنرمندان بود خریداری کرد. طبق نظر دیکشنری هنر و هنرمندان آکسفورد، «در سال ۱۸۷۴، ادموند د گنکورت، به طرز شگفت‌انگیزی نوشت که او دارای یک استودیو با یک اتاق انتظار است که در آن همیشه شامپاین یخی در اختیار بازدیدکنندگان قرار دارد.»
او در سال ۱۸۷۳ عضو انجمن هنر شد.
نقاشی‌های تیسوت در نیمه دوم قرن نوزدهم به صنعتگران ثروتمند بریتانیا به شدت اعتراض کرد. در طول ۱۸۷۲ او ۹۴۵۱۵ فرانک به دست آورده بود، درآمدی که به‌طور معمول فقط از کسانی که در سطوح بالای طبقات بالا بودند، کسب می‌شد.
در سال ۱۸۷۴، دگاس از او خواست برای پیوستن به آن‌ها در اولین نمایشگاه هنرمندان که به عنوان امپرسیونیست شناخته شده بود، بپیوندد، اما تیسوت امتناع کرد. با این حال او به این هنرمندان نزدیک بود. برتا موریسوت در سال ۱۸۷۴ در لندن دیدار کرد و در حدود همان زمان به ونیز سفر کرد. او به‌طور منظم ویستلر را ملاقات می‌کرد، او کسی بود که روی نقاشی Themas river (رودخانه تیمز) تیسوت اثر گذاشته بود.

## زندگی
در سال ۱۸۷۵ الی ۱۸۷۶، تیسوت خانم کتلین نیوتن که طلاق گرفته بود و به مدل همیشگی نقاش تبدیل شده بود را ملاقات کرد. او در سال ۱۸۷۶ پرتره ای از او به نام "پرتره خانم N کشید که معمولاً به نام "لا فریل" نامگذاری شده‌است. او در سال ۱۸۷۶ سیسیل جورج نیوتن را به دنیا آورد، که به نظر پسر تیسوت است. او در سال ۱۸۷۶ به خانه تیسوت در سنت جان وود نقل مکان کرد و با او زندگی کرد تا زمانی که در مراحل پایانی در سال ۱۸۸۲ درگذشت. تیسو اغلب از ان سال‌ها به عنوان شادترین روزهای زندگی اش یاد می‌کرد.
پس از مرگ کتلین نیوتن، تیسوت به پاریس بازگشت. یک نمایشگاه بزرگ از کار او در سال ۱۸۸۵ در Galerie Sedelmeyer برگزار شد، جایی که او ۱۵ نقاشی بزرگ را در یک سری به نام بانو در پاریس نشان داد. بر خلاف صحنه‌های ژانر زنانه‌های مد روز که او در لندن نقاشی می‌کند، این نقاشی انواع و اقسام انواع زنان را نشان می‌دهد که در صحنه‌های حرفه‌ای و اجتماعی نشان داده شده‌است. این آثار همچنین اثرات گسترده چاپگرهای ژاپنی را نشان می‌دهد، زیرا او از زوایای غیرمنتظره و فریم آن سنت استفاده می‌کند. او یک زمینه برجسته در اندازه بوم‌ها ایجاد کرد. تیسو در بین بسیاری از هنرمندان و طراحان غربی در آن زمان توسط هنر، مد و زیبایی‌شناسی ژاپن تأثیر داشت.

## نگارخانه

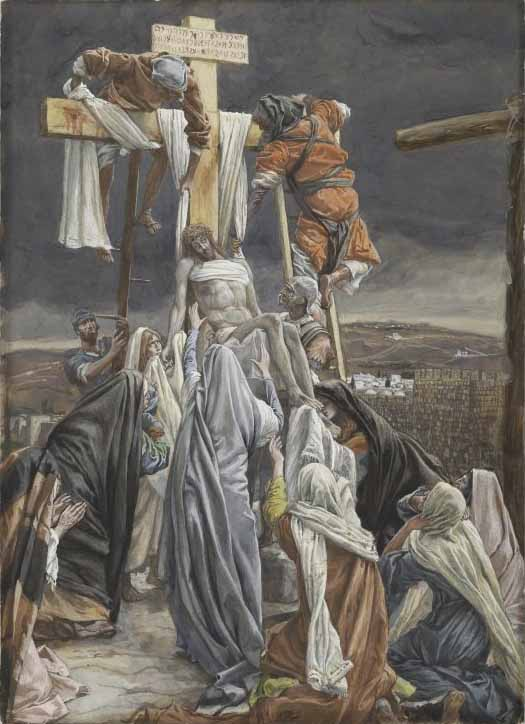
فرود از صلیب سدهٔ ۱۹ م.
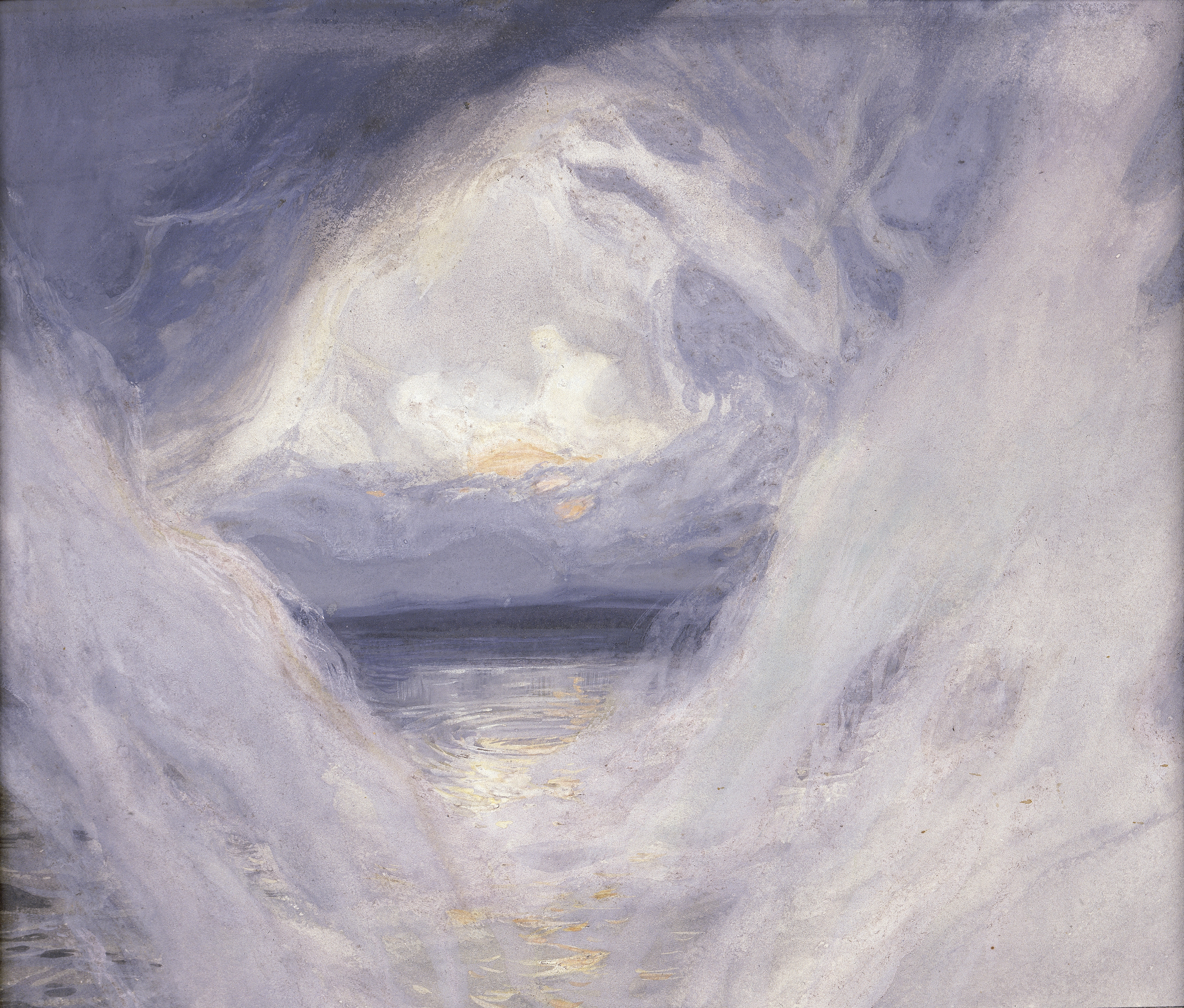
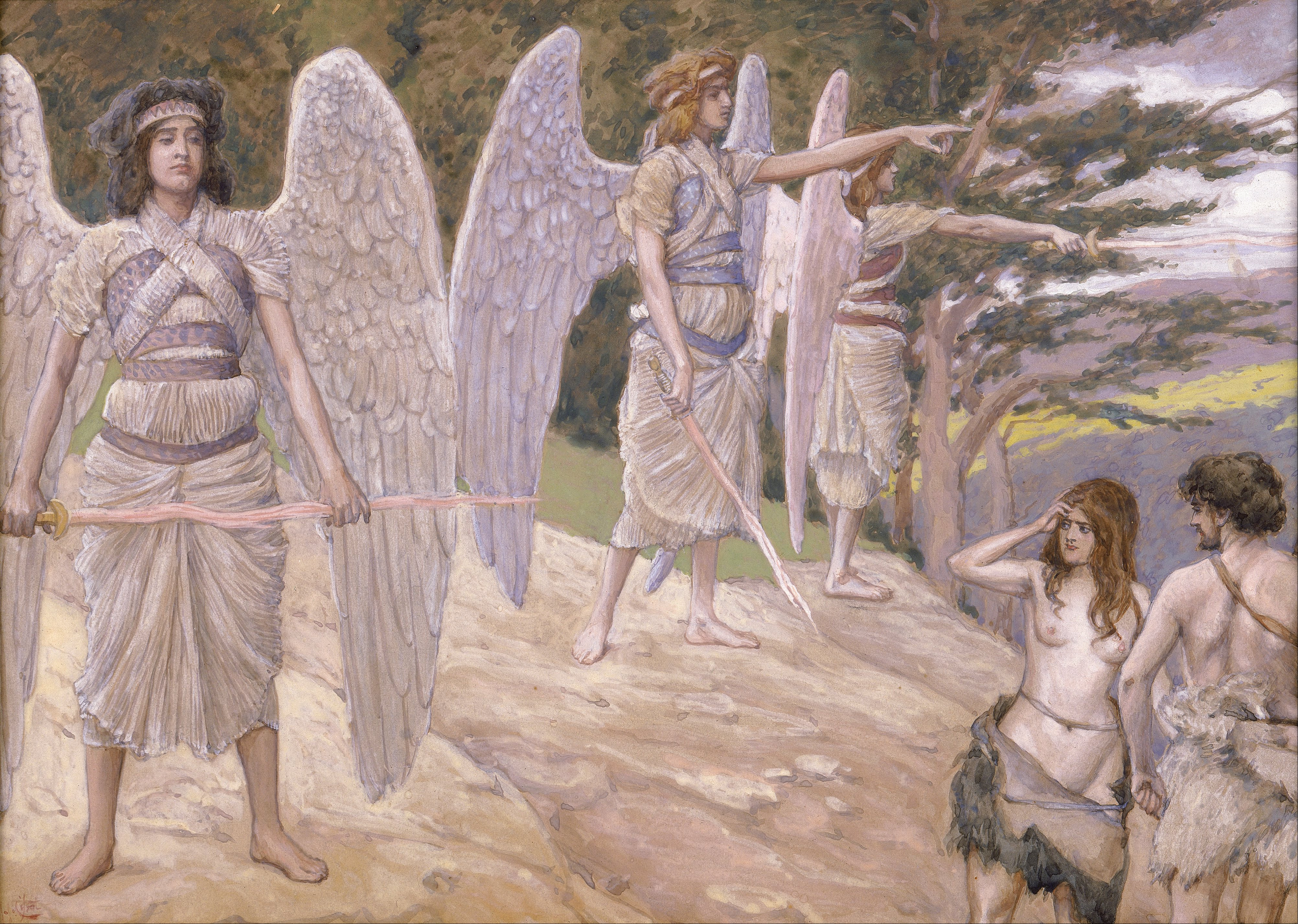
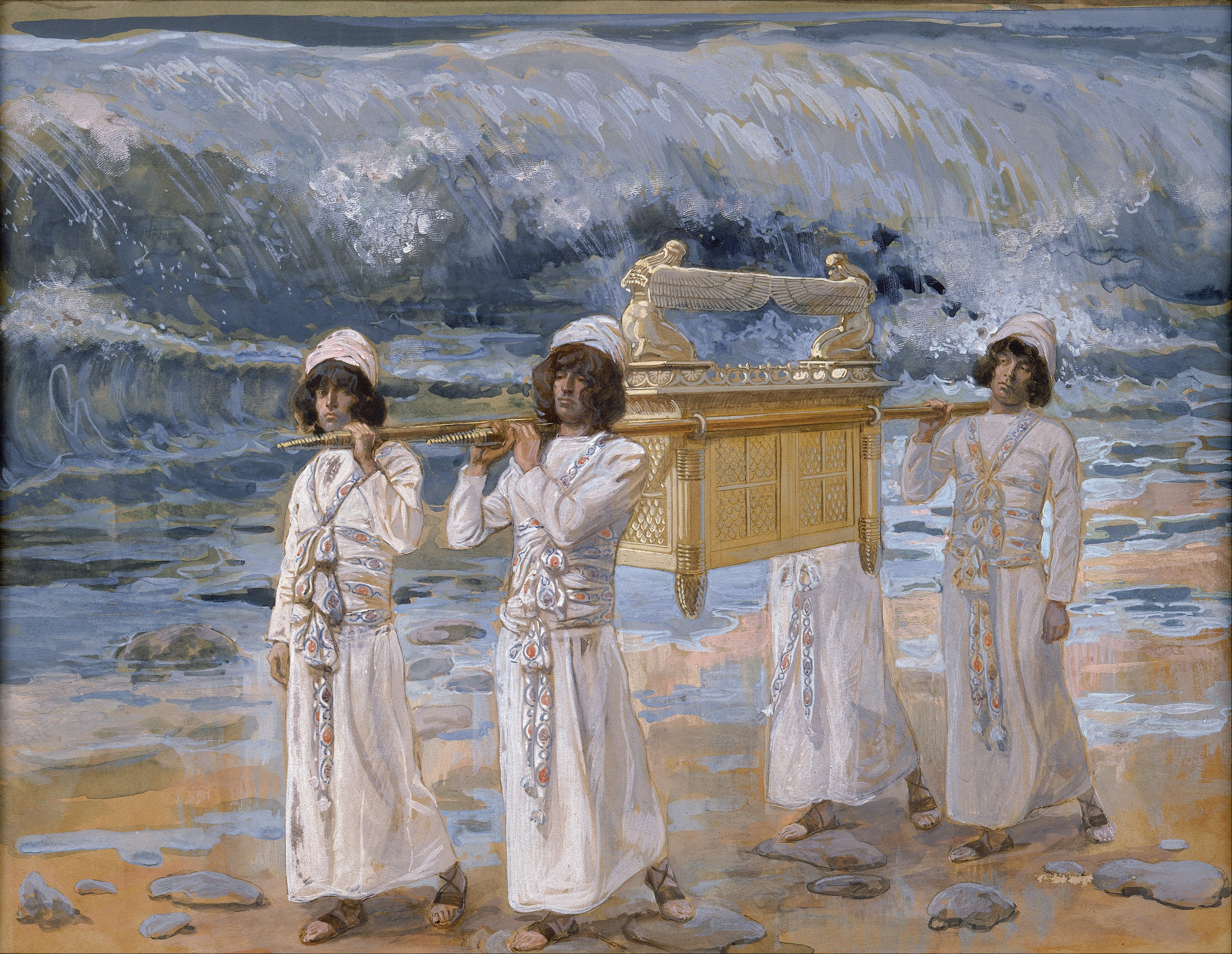
تابوت عهد در حین عبور از اردن
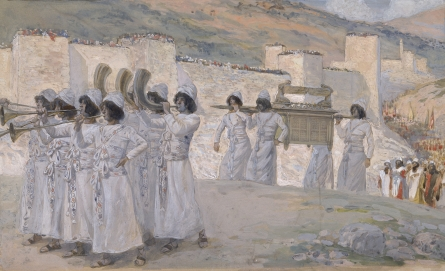
بین ۱۸۹۶ تا ۱۹۰۲
موزه کلیمیان